# 汽車載運車

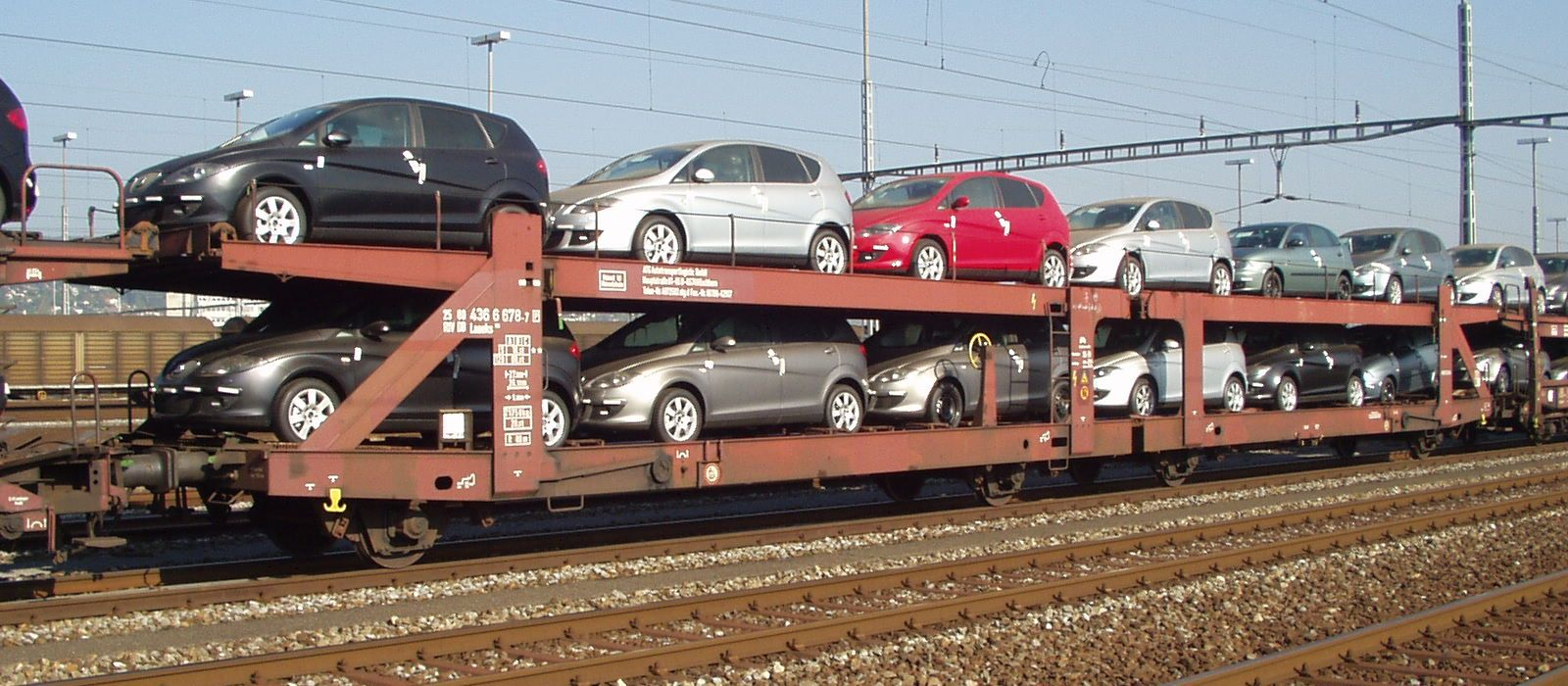
德國的雙層結構汽車載運車

汽車載運車是指一種專門用來載運汽車的鐵路貨車，於世界各國的鐵路運輸中常見，但車體外型隨國家的各種鐵路設備以及車輛種類而有極大差異。

## 作用與歷史
在早年公路運輸尚未發達之年代，鐵路運輸即為最主要的人員和貨物運送手段。而早年一些城市隨著鐵路呈線狀發展，但城市與城市間的道路系統仍不足，其道路品質也不佳，故鐵路的貨物運輸中開始出現將公路車輛放置於鐵路平車上進行運送的方式，也就是運輸學中所稱的「駝背運輸」。
而在現代，由於公路系統的發達，鐵路載運公路車輛的情況已經大幅縮減。但在一些國家兩地之間因受到天然地形限制（高山或海峽），使用公路車輛需要耗費的時間太過漫長，因此仍有部分國家的鐵路貨運中保有專門的汽車載運業務。讓開車民眾以及汽車製造商於特定的轉運站中將車從專屬汽車月台開上貨物列車，然後利用火車通過特定地形後再於另一地的轉運站離開月台。充分發揮公路與鐵路聯運的特點，也間接讓公路汽車的續航力得以透過鐵路延伸。

## 各國的汽車載運車

### 台灣

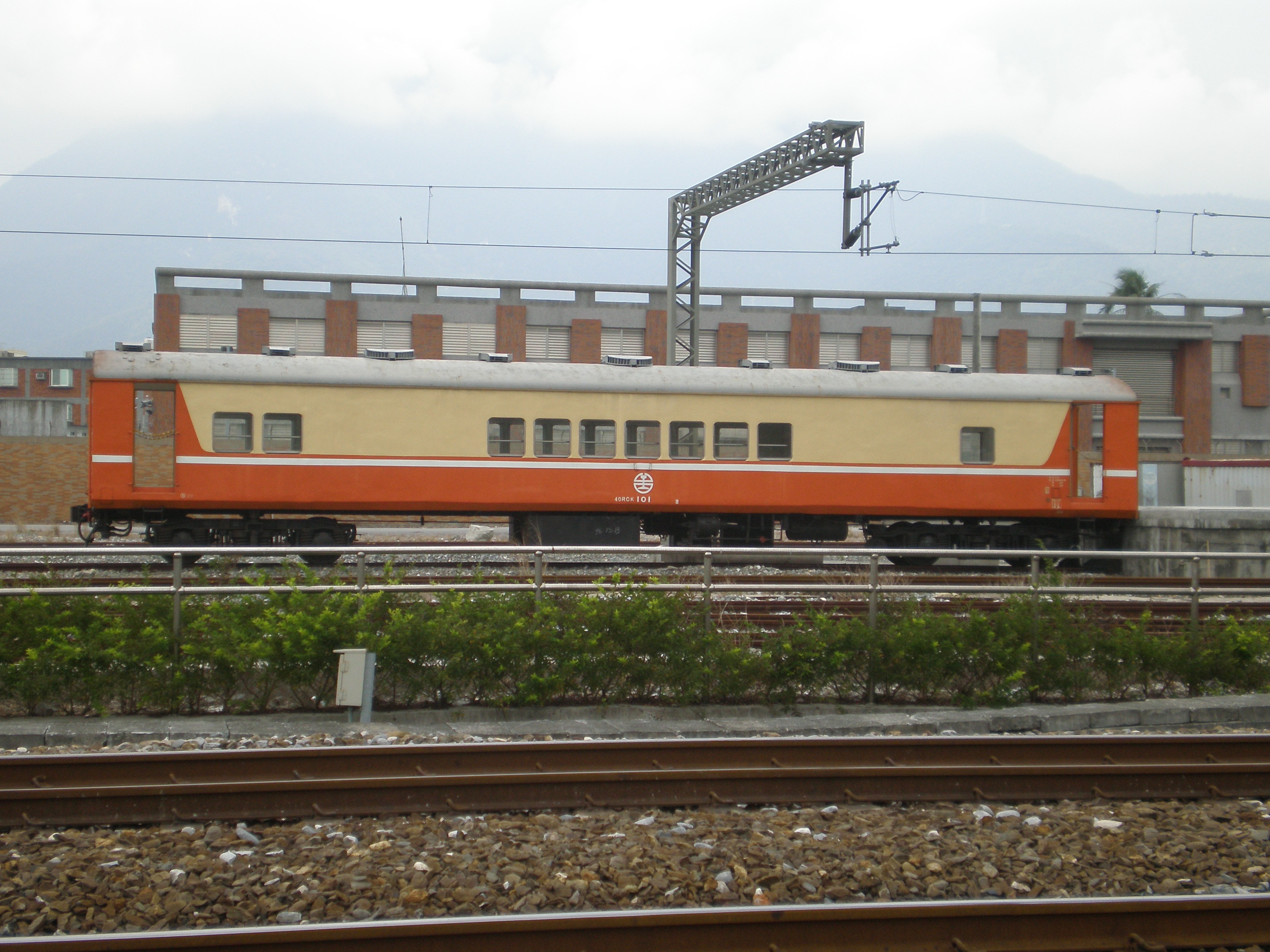
台灣台鐵的RCK101汽車載運車

以往台灣鐵路管理局即有使用平車載運汽車，使用者以中華民國國軍為主。而蘇花公路遇重大災害需多日才可修復通車時，為了能讓東部地區的果菜等生鮮食品可即時運送，台鐵也會支援讓運送果菜的大卡車可以開上平車，以火車運送到西部。
台鐵為了嘗試鐵路客車搭載汽車一同進行聯運的新市場，於2006年1月委託昱慶實業將40TP32223及40TP32269兩部印度製的自動門長條座椅型通勤客車進行改裝，改造出兩部新款的鐵路汽車載運專用車，定名為RCK100型「汽車載運車」。
這兩部汽車載運車RCK101與RCK102一開始置於高雄市前鎮車場，每節車廂可裝載3到4部高度為1.9米的小汽車或小貨車，最高運轉時速爲每小時100公里。如今配置於花蓮機務段但已停用，停用前曾附掛於683-684次復興號車尾往返花蓮-宜蘭，用來進行這兩站之間的汽車載送業務（109/12/23停止辦理）。
- 40RCK100：臺灣昱慶實業(現為昱翔機械)以40TP32200型三等通勤客車改造而來，改造前的車號分別是40TP32223與40TP32269。車長20公尺、寬2.865公尺、高3.953公尺。重量為空車35噸、重車40噸。

### 日本

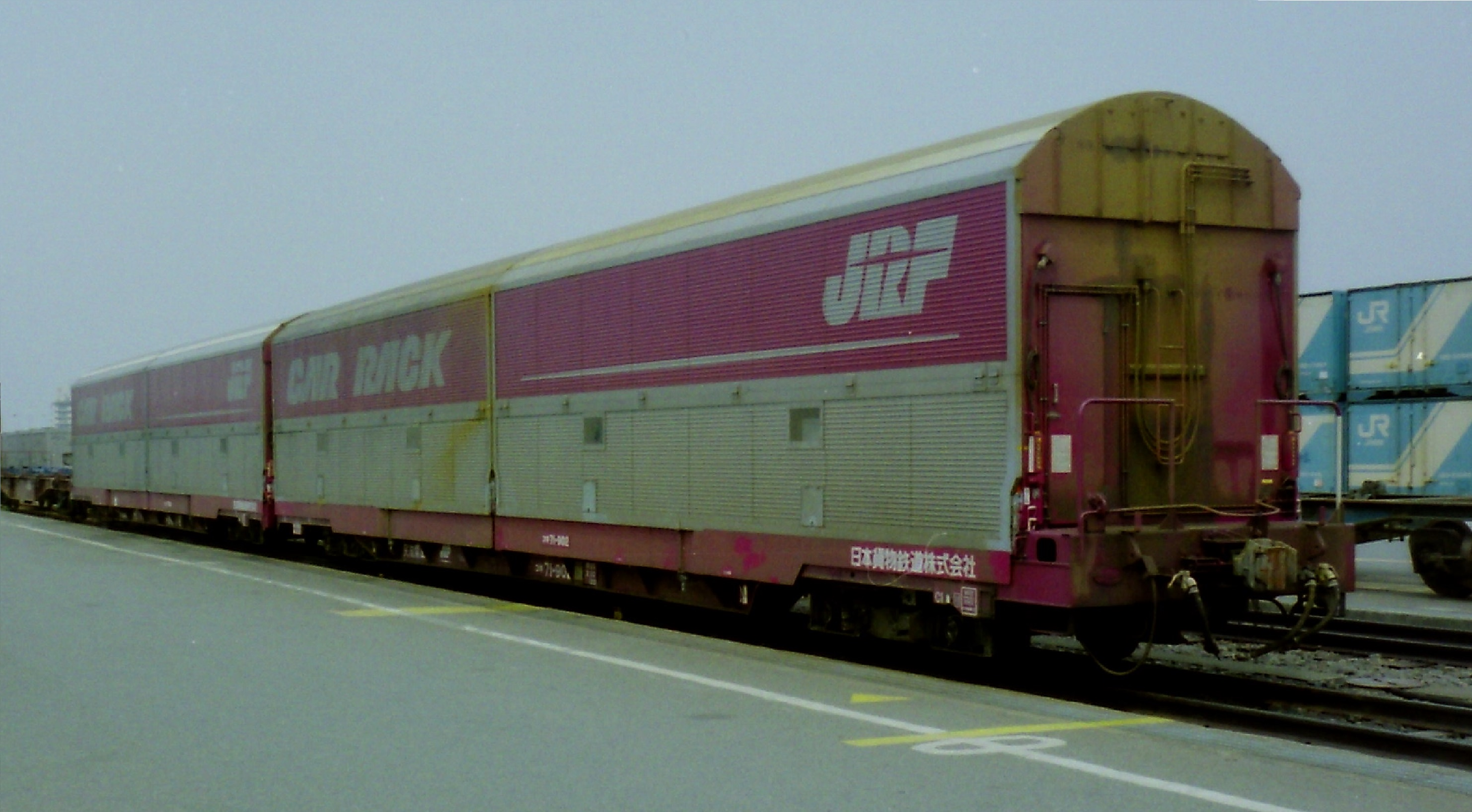
日本JR貨物的汽車載運車KOKI 71型

於日本地區因鐵路貨運極為發達，因此不論是小汽車新車出廠的集合運輸或是民眾往返特定兩地所使用的鐵公路聯合運輸皆有其市場。以下為專屬車型：
- 日本JR貨物專用KOKI 71型：於1994年所製作的專用貨車，除汽車集合運送外，也能加裝配件直接變為鐵路貨櫃輸送車，能裝載39.2公噸的各式貨物或車輛。

### 美國

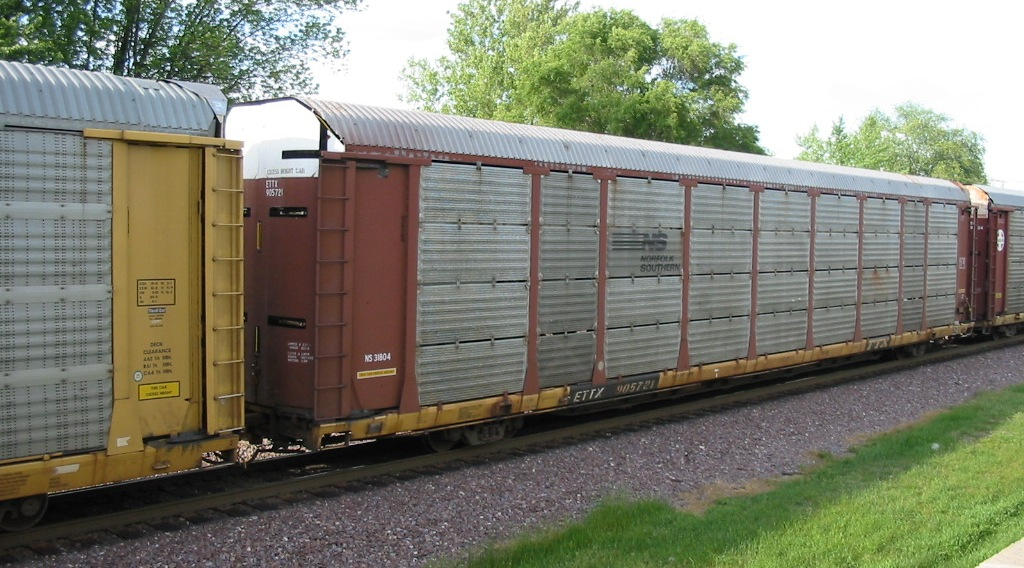
美國的汽車載運車ETTX900000型

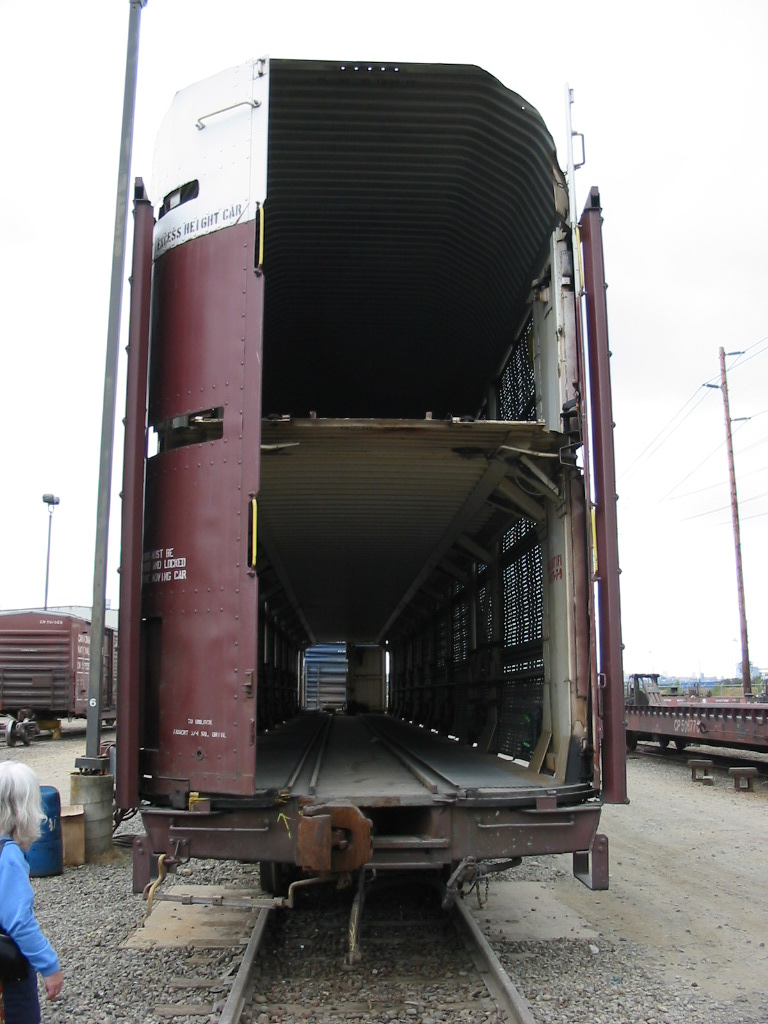
美國鐵路公司開發的雙層汽車載運車

在美國，鐵路主要仍是貨運為主，加上地大物博，因此美國的貨物列車不管哪種貨物車型都很龐大。而在美國專用的汽車載運車也相當多，而為了加強一次列車可以運送的汽車總數量，美國的鐵路公司也開發過雙層結構的超大型汽車載運車。

### 英國與法國之間
歐隧穿梭Eurotunnel Shuttle來往英國與法國之間，全球現時唯一汽車擺渡列車，少數能直接載運雙層巴士及大卡車的高速列車。

### 新聞
- . 蘋果日報. 2010-11-22  [2022-03-30]. 原始内容存档于2017-04-16.

### 書籍
- 蘇昭旭. . 人人出版. 2009-02-10 [1999]. ISBN 978-986-711-298-9 （中文）.（繁體中文）
- . 台灣鐵路管理局. 2011年統計.